# Bir Adżam
Bir Adżam (arab. بئر عجم) – miejscowość w Syrii, w muhafazie Al-Kunajtira. W 2004 roku liczyła 353 mieszkańców.